# Блуменштайн (Берн)
Блуменштайн (нем. Blumenstein BE) — коммуна в Швейцарии, в кантоне Берн.
Входит в состав округа Тун. Население составляет 1173 человека (на 31 декабря 2006 года). Официальный код — 0922.

## Население
| Рост численности населения | Рост численности населения |
| Год                        | Население                  |
| -------------------------- | -------------------------- |
| 1764                       | 443                        |
| 1850                       | 1077                       |
| 1900                       | 814                        |
| 1910                       | 814                        |
| 1930                       | 955                        |
| 1941                       | 965                        |
| 1960                       | 1121                       |
| 1980                       | 1167                       |
| 2000                       | 1202                       |
| 2005                       | 1170                       |

Численность населения резко возросла в 1764—1850 годах (рост 143,1 %). Затем она падала вплоть до 1900 года в результате миграции в промышленные районы (падение 24,4 %). Между 1910—1930 и 1941—1960 годами, было два основных всплеска роста населения, так что население достигло нового пика. С 1980 года число жителей увеличивалось незначительно, но к 2000 году выросло до рекордно высокого уровня в 1202 человек. 60 % жителей составляет люди в возрасте от 21 до 64 лет.

## Языки
По данным последней переписи населения в 2000 году 97,15 % населения говорит на верхнеалеманнском диалекте немецкого языка, 1,76 % в качестве основного языка назвали Албанский, а 0,34 % Французский.

## Религия
В прежние времена все жители были членами евангелической реформатской церкви, по состоянию на декабрь 2007 года 82 % населения Блуменштайна причисляет себя к этой вере. Также 6 % населения являются католиками, 10 % неверующие, 2 % мусульмане. Почти все мусульмане этнические албанцы.

## Экономика

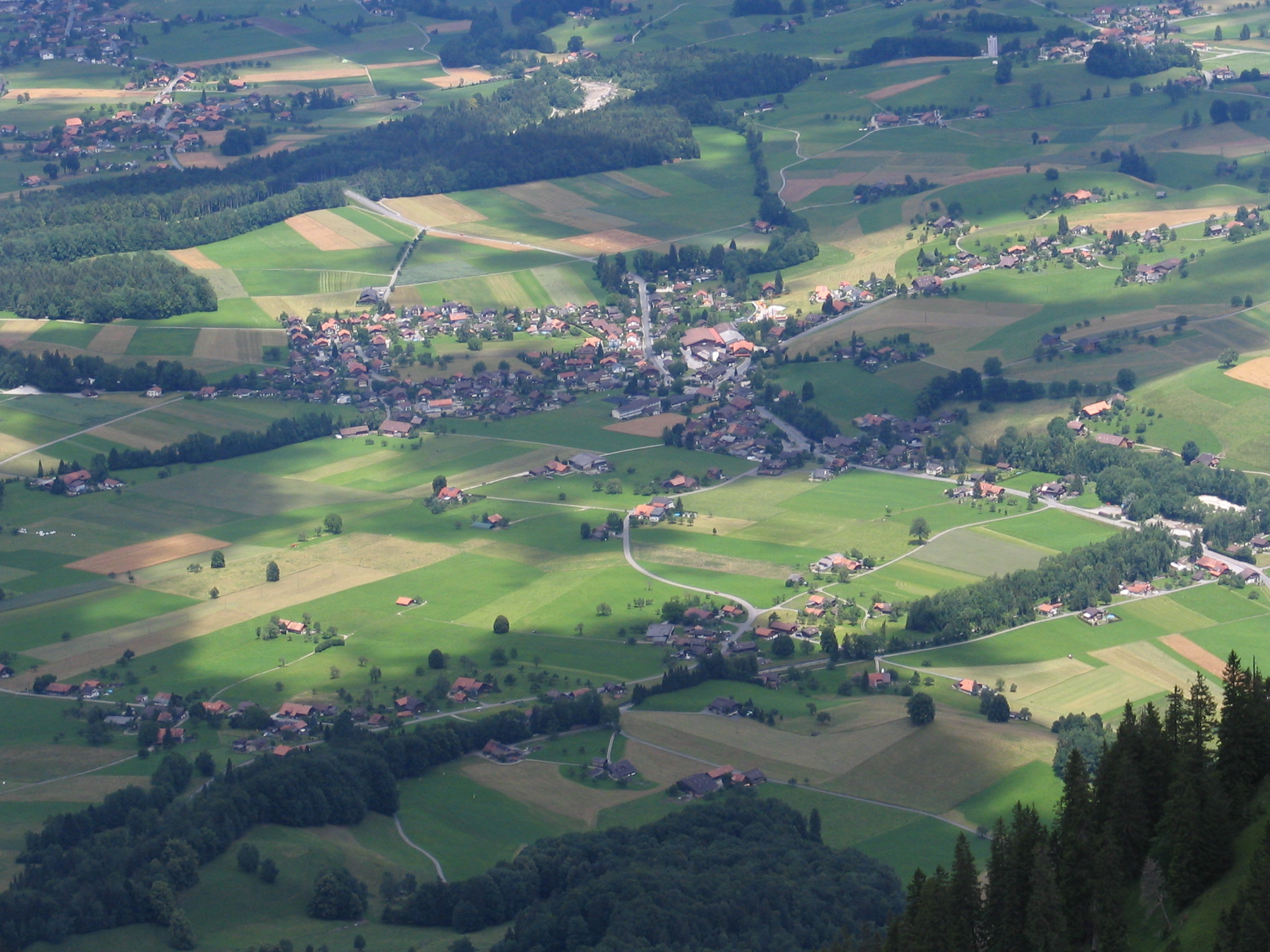
Блуменштайн, вид с юга.

До XX века в деревне преобладало сельское хозяйство, причем до XIX века это в основном фермерство по выращиванию зерновых культур и картофеля. После XIX века начала преобладать животноводческая отрасль. Сегодня в сельскохозяйственной сфере работает 87 человек, в промышленности и малом бизнесе 153 человека возможность, в сфере услуг 119 человек.